# Клявин, Дмитрий Робертович
Дми́трий Ро́бертович Кля́вин (16 января 1965, Киев) — советский и украинский артист балета, солист Национальной оперы Украины, педагог, народный артист Украины (2025)

## Биография
Родился 16 января 1965 года в Киеве в семье артистов балета, отец — солист Киевского театра оперы и балета Роберт Клявин.
В 1983 году окончил Киевское хореографическое училище.
С 1983 года — солист балета Киевского театра оперы и балета им. Т.Шевченко.
С 1987 года соединяет исполнительство в театре с преподавательской деятельностью в Киевском хореографическом училище.
1998 — окончил балетмейстерское отделение Киевского театрального института имени И.Карпенко-Карого.
С 2010 года по 25 ноября 2011 года — директор Киевского хореографического училища. Был вынужден уволиться под давлением Министерства культуры Украины.
26.11.2011 - 01.03.2012 - педагог Киевского хореографического училища. С 1 марта 2012 г. педагог "Киевской муниципальной украинской академии танца им. С.Лифаря"

## Творчество
Ярко одаренный демиклассический танцовщик, «мастер психологически достоверного, пластически острого актерского рисунка».
В исполнительском репертуаре партии демихарактерного и характерного плана:
- Ротбарт, Наставник принца («Лебединое озеро» П.Чайковского)
- Ганс («Жизель» А.Адана)
- Великий Брамин («Баядерка» Л.Минкуса)
- Тибальд, Капулетти/Лоренцо («Ромео и Джульетта» С.Прокофьева)
- Фея Карабос («Спящая красавица» П.Чайковского)
- Дроссельмейер, Советник Штальбаум, Восточная кукла («Щелкунчик» П.Чайковского)
- Эскамильо («Кармен-сюита» Ж.Бизе-Р.Щедрина)
- Эспада, Дон Кихот («Дон Кихот» Л.Минкуса)
- Король/Торговец («Золушка» С.Прокофьева в хореографии В.Литвинова — первый исполнитель[4])
- Марцелина («Тщетная предосторожность» Л.Герольда)
- Юра Мольфар («Тени забытых предков» В.Кирейко в хореографии В.Федотова)
- Чуб, Голова («Ночь перед Рождеством» Е.Станковича)
- Мэдж («Сильфида» Х.Левенсхольда)
- Тиролец («Венский вальс» в хореографии А.Рехвиашвили)
- Сатана («Фантастическая симфония» на музыку Г.Берлиоза в хореографии А.Шекеры)
- Король Венгерский («Раймонда» А.Глазунова)
- Авторитет («Барышня и Хулиган» на музыку Д.Шостаковича в хореографии В.Литвинова)
- Владимир («Владимир Креститель» В.Кикты)
- Ярослав Мудрый («Викинги» Е.Станковича в хореографии В.Литвинова)
- Сеид-паша («Корсар» А.Адана)
- Учитель («Весна священная» И.Стравинского в хореографии Р.Поклитару)
- Принц Лимон («Чиполлино» К.Хачатуряна)
- Папа Карло («Буратино и Волшебная скрипка» Ю.Шевченко в хореографии В.Литвинова)
- Шахрияр («Шехерезада» на музыку Н.Римского-Корсакова в постановке В.Яременко — первый исполнитель в театре[5])
- Коппелиус («Коппелия» Л.Делиба)
- Каифа («Мастер и Маргарита» в хореографии Д.Авдыша)
- Морская ведьма («Русалочка» А.Костина в хореографии В.Федотова)
- Визирь, Незнакомец («Легенда о любви» А.Меликова)
- Бартоло («Свадьба Фигаро» на музыку В. А. Моцарта в хореографии В.Яременко)

Исполнил партию Юры Мольфара в фильме-балете «Тени забытых предков» В.Кирейко (Укртелефильм, 1990 год, реж. укр. Ю.Суярко)
Гастролировал в Японии, Канаде, США, Германии, Франции, Швейцарии, Испании, Италии и других странах.

## Награды
- 1999 — Заслуженный артист Украины[6].
- 2025 — Народный артист Украины[7].